# Leuchtrahmensucher

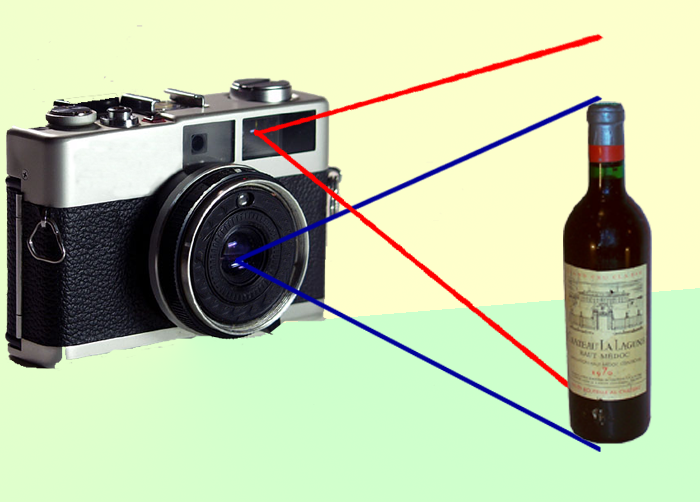
Parallaxefehler bei Sucherkameras, schematisch

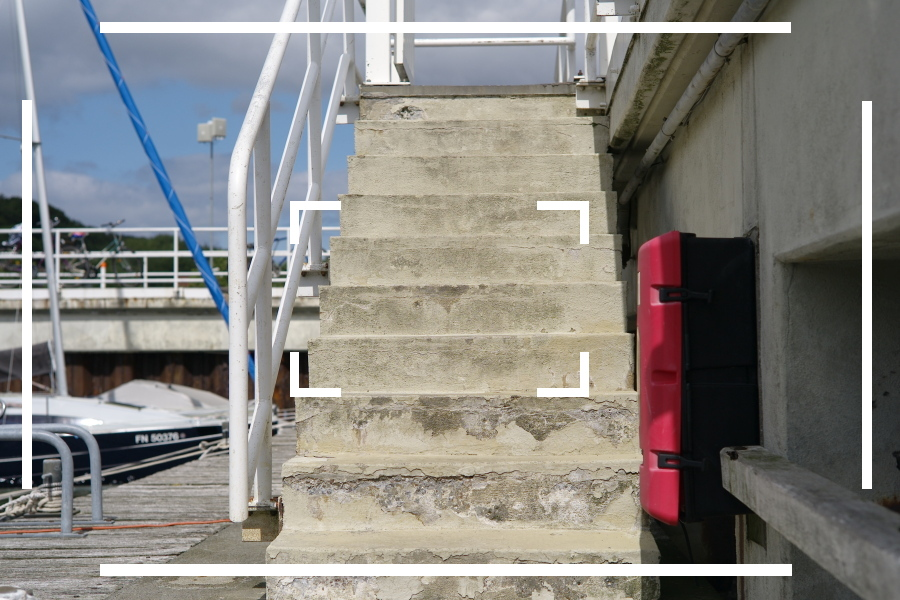
Leuchtrahmen für 35 mm (außen) und 90 mm (innen) Brennweite

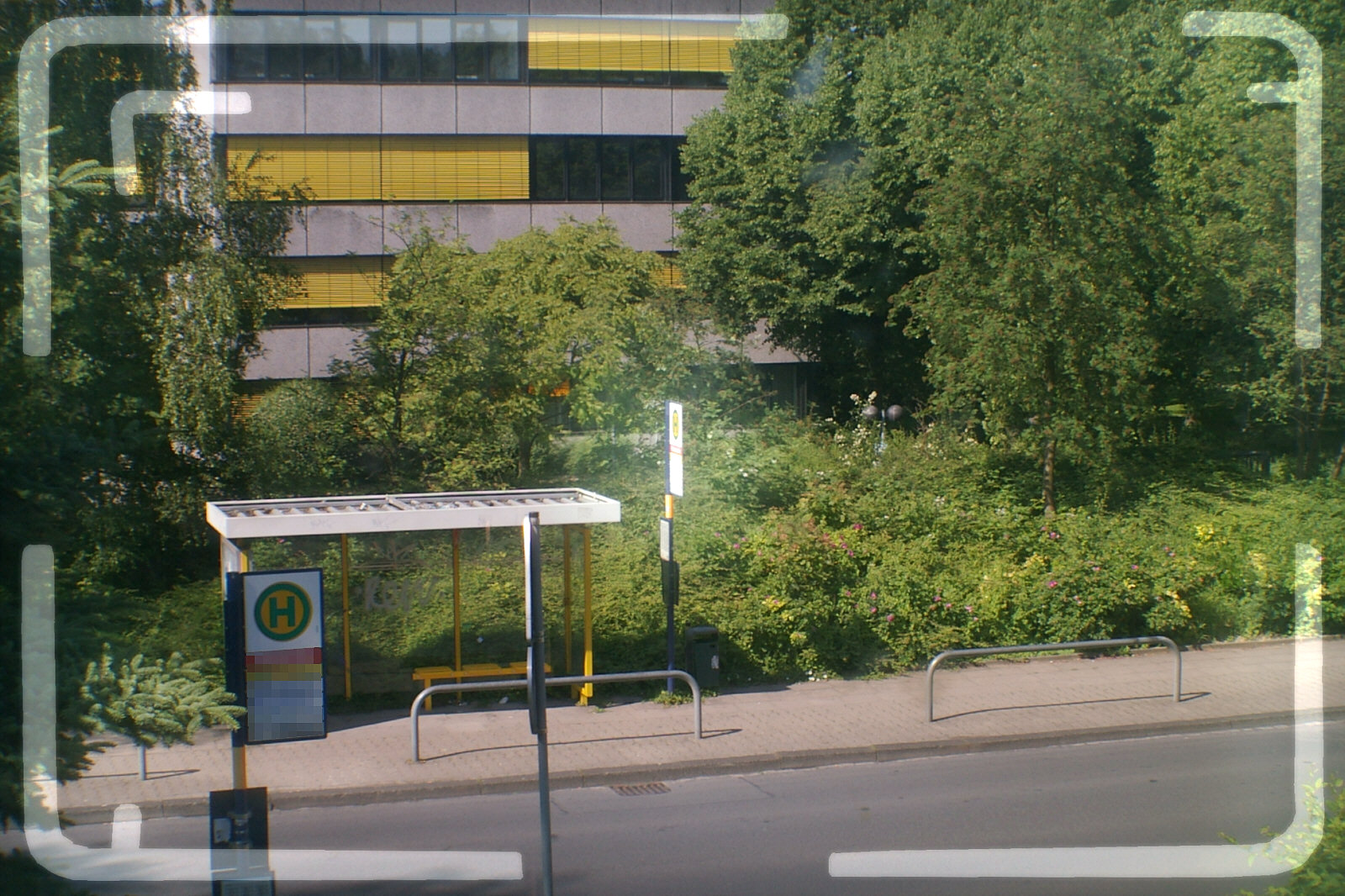
Leuchtrahmensucher mit Parallaxenmarkierungen

Der Leuchtrahmensucher wird bei Sucherkameras eingesetzt, auch mit Wechsel- oder Zoomobjektiven.
Sucherkameras zeichnen sich durch drei prinzipielle Probleme aus:
1. Die optische Achse von Sucher und Objektiv sind nicht deckungsgleich, es tritt eine Parallaxe auf, die sich insbesondere im Nahbereich (ca. < 1 m bei Normalbrennweiten) störend bemerkbar macht. Einige Sucher gleichen dies durch mechanische Verstellung oder durch Hilfsmarkierungen aus.
2. Der Sucher ist auch in der Brennweite vom Objektiv unabhängig, so dass er in der Regel einen größeren Ausschnitt zeigt. Manche optischen Sucher an Kameras mit fest montiertem Zoomobjektiv passen den Bildausschnitt an die eingestellte Brennweite an, der Sucher selbst "zoomt". Beim Einsatz von Weitwinkel- oder Televorsätzen bzw. Filtern versagt diese automatische Anpassung jedoch. Einige ältere Durchblicksucher verfügen über eine  verstellbare mechanische Begrenzung des Blickfeldes als Anpassung an die jeweilige Brennweite.
3. Im Gegensatz zu Kameras mit Einstellscheibe (Mattscheibe) und/oder Spiegelreflexsucher ist keine direkte Beurteilung der Bildschärfe und Schärfentiefe möglich. Viele Sucherkameras mit manueller Fokussierung besitzen daher zur Beurteilung des Schärfebereichs eine Schärfentiefe-Skala, an der man die Ausdehnung des Schärfebereichs in Abhängigkeit von der Blendeneinstellung ablesen kann.

Der Leuchtrahmen im Sucher behebt diese Nachteile zumindest hilfsweise; er zeigt dem Fotografen den Bildausschnitt, der später auf dem Negativ oder Dia abgebildet wird.
Optische Sucher haben aber auch Vorteile:
1. Das Sucherbild ist unabhängig von der Lichtstärke des verwendeten Objektivs stets optimal hell.
2. In Verbindung mit einem Mischbildentfernungsmesser ist die Fokussierung auch mit lichtschwachen Objektiven oder bei sehr ungünstigen Lichtverhältnissen einfach möglich.
3. Der Strombedarf des Displays bei Digitalkameras entfällt, Batterien und Akkus halten entsprechend länger.
4. Bei Mittelformatkameras ist eine Spiegelreflexkonstruktion eher aufwändig. Bei Großformatkameras ist eine solche nahezu unbekannt, Mattscheibe und Sucher ersetzen diese.
5. Kameras im kurzen Brennweitenbereich sind aufgrund des Linsen-Filmträger-Abstands und der damit möglichen Objektivbauart einfacher in Form einer Sucherkamera konstruierbar.
6. Mechanische Sucher ermöglichen einen weiteren, teils nicht begrenzten  Sichtwinkel und damit eine bessere Auffassung eines schnell bewegenden Objekts.